# Game & Watch Gallery 2
Game and Watch Gallery 2 (ゲームボーイギャラリー2, Game Boy Gallery 2 au Japon) est la suite de Game and Watch Gallery. Le jeu est sorti au Japon sur Game Boy en 1997 puis, un an plus tard, pour le lancement de la Game Boy Color aux États-Unis.

## Jeux
Game and Watch Gallery 2 inclut les six jeux suivants :
- Parachute : Mario est sur un petit bateau et doit rattraper Toad, bébé Yoshi et Donkey Kong Jr. qui sautent en parachute.
- Helmet : Mario (Wario si vous perdez trois fois) doit avancer en évitant les divers outils qui lui tombent dessus.
- Chef : Peach doit renverser différents ingrédients avec sa casserole pour donner à manger à Yoshi.
- Vermin : Yoshi doit protéger ses œufs contre les méchants Koopa Troopas, Maskass et les fantômes Boo.
- Donkey Kong : Un remake de la version Game and Watch du jeu Donkey Kong sur arcade. Dans cette version, Peach remplace Pauline mais Pauline apparait toujours dans l'original.
- Ball : Mario, Yoshi ou Wario doit jongler avec différents objets. Ce jeu doit être débloqué, il n'est pas présent au début du jeu.